# Fisha Alkubra
 (mars 2025).
Si vous disposez d'ouvrages ou d'articles de référence ou si vous connaissez des sites web de qualité traitant du thème abordé ici, merci de compléter l'article en donnant les références utiles à sa vérifiabilité et en les liant à la section « Notes et références ».
 (mars 2025).
 (mars 2025).
Fisha Alkubra (arabe فيشا الكبرى, le grand Fisha) est un grand village situé dans le centre de Menouf, dans le gouvernorat de Monofiya en République arabe d'Égypte. L'administration de Fisha Alkubra est responsable de tous les villages environnants, car le village dispose d'infrastructures importantes telles que le bureau administratif, le bureau de santé, les autorités sociales et agricoles, les écoles secondaires, le service de délivrance des permis de construction, la société de télécommunications WE pour les services fixes et mobiles, le service de secours, les ambulances, ainsi que la station de traitement de l'eau et la station de traitement des eaux usées.

## Situation géographique
Au nord-est, Fisha Alkubra borde le village de Kafr Fisha Alkubra, au nord-ouest le village de Kamshush. Au nord, on trouve la ville de Menouf, une grande ville avec la gare principale la plus proche, l'état civil, des hôpitaux, l'administration municipale et d'autres services centraux. Au sud, Fisha Alkubra est entourée par les villages de Heet, Libayshah, Ramlat Alinjib et Shamma. À l'est, elle est bordée par Sirwihayt et Sirs Al-Layyan. De plus, Fisha Alkubra se trouve directement sur un cours d'eau presque fermé, appelé "Mer pharaonique" ou "Mer aveugle", qui prend naissance à Kafr Alkhadrah et El-Bagour et se divise à Menouf. À l'ouest, Fisha Alkubra est voisine des villages de Kamshush et Ezbet Alhalawany.
Fisha Alkubra est située à environ 15 mètres au-dessus du niveau de la mer. Ses coordonnées géographiques sont environ 30°24'37" de latitude nord et 30°56'43" de longitude est.

## Économie et transports
La majorité des habitants travaillent dans des administrations publiques ou privées, possèdent de petits commerces de détail ou exercent des métiers artisanaux tels que la menuiserie, la métallurgie ou les réparations, tout en cultivant des légumes et des céréales dans leurs jardins et champs, comme le maïs, le blé, les pommes de terre, la luzerne, le chou et les haricots.
La pêche est également pratiquée car le village est situé près d'une limite d'eau. Les poissons les plus connus pêchés dans cette région sont la tilapia.
Fisha Alkubra n'est pas connectée au réseau ferroviaire ni au réseau de bus publics. Les transports se font principalement par des moyens privés, tels que des taxis collectifs, des voitures privées, des motos et des vélos. De plus, des véhicules comme des Tuk-tuk sont utilisés pour le transport de personnes, tandis que des tricycles et de grands camions servent pour le transport de marchandises.

## Santé
Le village dispose d'un bureau de santé qui est fiable pour les consultations médicales de routine, telles que les visites chez le médecin généraliste, gynécologue, dentiste, ophtalmologiste, oto-rhino-laryngologiste et orthopédiste. En cas d'urgence mineure, il peut également être utilisé. Cependant, pour des examens radiologiques plus avancés ou des interventions chirurgicales importantes, la plupart des cas sont dirigés vers l'hôpital général de Menouf, l'hôpital général de Sirs Al-Layyan ou l'hôpital de Shibin Elkom.

## Éducation
Le village possède plusieurs écoles à différents niveaux d'éducation, allant de l'école primaire et secondaire, qui sont généralement séparées par sexe, aux écoles secondaires (ou lycée), ainsi que des écoles techniques commerciales et des écoles Al-Azhar, qui sont des écoles communautaires pour les garçons et les filles.